# Valentin Thilo der Ältere
Valentin Thilo der Ältere  (* 2. Januar 1579 in Zinten, heute Kornewo; † 1620 in Königsberg) war ein lutherischer Theologe und Kirchenlieddichter.
Thilo wurde 1603 Pfarrer in Preußisch Eylau und noch im gleichen Jahr Diaconus an der Altstädtischen Kirche in Königsberg. 1620 starb er zu gleicher Zeit mit seiner Frau, einer Tochter des Professors der Moral und Geschichte in Königsberg, Andreas Iris, an der Pest.
Wie sein gleichnamiger Sohn Valentin Thilo der Jüngere betätigte sich Thilo als Dichter von Kirchenliedern. Dabei ist bei einigen, so etwa bei dem Adventslied Mit Ernst, o Menschenkinder (EG 10), bis heute unklar, ob der Vater oder der Sohn der Autor ist.